# Ditremaster
Ditremaster is een geslacht van uitgestorven zee-egels uit de familie Palaeostomatidae.

## Soorten
- Ditremaster granosus Lambert, 1933 †
- Ditremaster olbrechtsi Dartevelle, 1953 †